# Alle Pijlman
Alle Jan Pijlman (Emmen, 26 juli 1942) is een Nederlands politicus van de PvdA.
Zijn vader, Jurrit Pijlman, zat in het onderwijs maar was, onder andere als lid van de Provinciale Staten, ook actief binnen de SDAP en later de PvdA en de VARA. Alle Pijlman studeerde na de mulo tot 1963 in Coevorden aan de Pedagogische Academie en daarna ging hij het onderwijs in. In 1978 werd hij wethouder in zijn geboorteplaats Emmen. In 1988 volgde zijn benoeming tot burgemeester van Avereest. Op 1 januari 2001 fuseerde die gemeente met de gemeenten Gramsbergen en Hardenberg waarmee zijn functie kwam te vervallen. In februari 2001 werd Pijlman waarnemend burgemeester van 's-Gravendeel. Op 1 januari 2007 fuseerde die gemeente met de gemeente Binnenmaas tot de nieuwe gemeente Binnenmaas waarvan hij op die datum de waarnemend burgemeester werd wat Pijlman bleef tot André Borgdorff daar ruim een half jaar later benoemd werd tot burgemeester.
Pijlman was voorzitter van de voetbalvereniging SV Dedemsvaart. Hij werkt vrijwillig als scheidsrechter voor de KNVB (bij jeugd en junioren. Eerder was hij voorzitter van FC Emmen.